# Максимално дозвољена концентрација, доза и емисија штетних материја
Максимална дозвољена концентрација (МДК), доза (МДД) и емисија (МДЕ) штетне материје је количина неке супстанце која код човека, изложеног свакодневно у дужем или одређеном временском периоду њеној емисији, не изазива патолошке промене или болести и не нарушава биолошке функције човековг тела. За сваку материју у човековом окружењу посебно се утврђује МДК. Тако се на основу МДК за релативно чист ваздух, воду или радну средину сесматра онај ваздух, вода и радни простор у коме концентрација штетних материја не премашује дозвољене границе.

## Историја
Све интензивнијим развојем друштва и светске технологије, човек је почео процес бављења производним делатностима које за последицу имају емисију загађивача у животну средину (атмосферу, воду радно окружрње). Ово је битно почело да мења и хемијски састав не само животног и радног простора већ и озонског омотача планете. 
Промене у природи (посебно у ваздуху и води) нису примећиване све док широм света нису почелa да се дешавају катастрофална загађења која су однела али и даље односе бројне људске животе, и уништавају флору и фауну.
Иако постоје подаци о напорима да се ограничи људска активност која нарушава квалитет ваздуха, воде и хране, још од шеснаестог века, озбиљнији напори на овом пољу учињени су тек шездесетих година 20. века. Од тада човечанство постаје свесно потребе да сачува ваздух који дише, воду коју пије и храну коју једе. Од првог Закона о чистом ваздуху који је донет у Великој Британији 1956. године до данас догодиле су се велике промене у погледу свести људи о важности заштите животне средине.
У том смислу уведене су јасно дефинисани параметари попут; максимално дозвољена концентрација (МДК), доза (МДД) и емисија (МДЕ) штетних материја који су имала за циљ да уведу више раде у ову област.

## Основни појмови
Доза материје
Под дозом се подразумева одређена количина неке материје која може да изазове одговарајуће ефекте (повољне или штетне).
Максимална дозвољена концентрација (МДК),
МДК неке штетне материје је количина неке супстанце која код човека, изложеног свакодневно у дужем временском периоду, не изазива патолошке промене или болести и не нарушава биолошке функције човековг тела.
Да би се одредила количина и штетно дејство неке загађујуће материје, потребно је да се зна у којим је количинама она није штетна за људски организам. Зато се одређују максимално дозвољене концентрације, по томе колико су штетне за људско здравље, односно узима се крајња граница могуће штетности према токсичности или неким другим показатељима.
Максимално дозвољена доза (МДД)
Осим МДК уведена је и максимално дозвољена доза (МДД) која означава време излагања штетним материјама. Оно мора бити мање уколико су концентрације штетних материја веће.
Максимално дозвољена емисија (МДЕ)
Поред МДК и МДД постоји и дозвољена емисија (МДЕ), штетних материја,  која је уведена да би се регулисао интензитет избацивања загађујућих материја сваког појединачног извора загађења. Ова вредност се везује за одређену масу производа или произведену количину енергије.
Ови појмови су уведени ради лакшег дефинисања и утврђивања штетних материја које се емитују у животну средину. Њихово континуално праћење као и детаљна анализа омогућавају предузимање превентивних мера у спречавању даљњих загађивања и спровођења мера превенције у оквирима дозвољене границе.